# Окривите Канаду
Окривите Канаду је песма из анимиране музичке фантази комедије Саут Парк: Већи, дужи и необрезан (South Park: Bigger, Longer and Uncut) која је снимљенa 1999, а коју су написали Треј Паркер и Марк Шајман. У песми, родитељи измишљеног Саут Парка, на челу са Кајлом Брофловски (Мет Стоун), су одлучили да криве Канаду за невоље у које њихова деца упадају јер су гледали канадски филм Теренс и Филип: Ватрене гузице и имитирају оно што су видели и чули у филму. „Окривите Канаду” сатирише избегавање кривице и родитеље који не контролишу „потрошњу популарне културе од стране њихове деце”. Песма се такође појављује као 8-битни ремикс у игри Саут Парк: Штап Истине из 2014, у којој се појављује као једна од тема за ниво Канада.

## Пријем
Песма је номинована за Оскара за најбољу оригиналну песму (1999). То је створило контроверзу, јер се све номиноване песме традиционално изводе током емитовања Оскара, али песма садржи реч јебати, чију употребу Комисија за комуникације САД-а забрањује у ударним терминима емитовања емсија. На 72. додели Оскара, комичар Робин Вилијамс је извео нумеру са хором који је уздахнуо када је требала да се отпева реч (Вилијамс се окренуо у кључном тренутку и ипак је није отпевао). Укључио је опаске о Маргарет Трудо и Брајану Адамсу, које су делимично преузете из текста песме Шејле Брофловски "Отпор", а осврнуо се и на Селин Дион. Мери Кеј Бергман, глумица која је певала женске делове у песми, је извршила самоубиство неколико месеци пре извођења, што је присилило организаторе да траже замену за њу, као и за Треја Паркера, који је давао мушке гласове. Вилијамс је представио песму са лепљивом траком преко уста, тако да је његов говор личио на говор Кенија Макормика, онда је на крају поцепао траку изговорио чувену Стенову „О Боже! Убили су Кенија!” а Кајл је одговорио: "Копиле!"
Такође је било неких забринутости због чињенице да песма описује добро познату канадску певачицу Ен Мари као „курву”, али Мари указује на то да она није увређена текстом песме (Мари је позвана да лично пева песму на додели Оскара, али је морала да откаже због већ уговорених обавеза). Када је упитана, канадски главни конзул (и бивши премијер) Ким Кембел је рекла да није увређена песмом, јер је јасно да је то сатиричан комад и да аутори немају намеру да увреде њену земљу. Ово је јасно у последњем стиху песме:
Морамо их кривити и изазвати неред.
Пре него што неко помисли да нас окриви!
Као случајност, y преносy канадске доделе Оскара у којем је Робин Вилијамс певао песму била је и премијера рекламе „Ја сам Канађанин”, коју многи схватају као канадски стереотип.
Оскар је уместо тога додељен Филу Колинсу и његовој песми "Ти ћеш бити у мом срцу" (You'll Be In My Heart) из Тарзана, на коју је Саут Парк направио пародију у епизоди „Тими 2000”, а која је пуштена наредне године, као „Ти ћеш бити у мени” . У епизоди, Колинс делује као антагониста, и увек је приказан како држи статуу Оскара. На крају епизоде, она је гурнута у његов ректум.